# Triari Rufí
Triari Rufí (en llatí Triarius Rufinus) va ser un magistrat romà del segle iii. Era el fill de Triari Matern.
Va ser nomenat cònsol l'any 210 junt amb Mani Acili Faustí, segons els Fasti.